# Ścinawka (dopływ Nysy Kłodzkiej)
Ścinawka (czes. Stěnava, niem. Steine, również Stynau, Steinwasser lub Steinau) – rzeka, lewy dopływ Nysy Kłodzkiej o długości 64,31 km i powierzchni dorzecza 594 km².
Rzeka płynie w Sudetach Środkowych, w Czechach i w Polsce (w województwie dolnośląskim). Przepływa przez miejscowości: Unisław Śląski, Mieroszów, Golińsk, Meziměstí, Broumov, Otovice, Tłumaczów, Ścinawka Górna, Ścinawka Średnia, Ścinawka Dolna, Bierkowice i Gołogłowy. Wypływa z południowo-zachodniego zbocza góry Borowej w Górach Wałbrzyskich, na północ od Rybnicy Leśnej i na wschód od Unisławia Śląskiego. Płynie przez Wyżynę Unisławską, Góry Kamienne, Obniżenie Mieroszowskie i Obniżenie Broumova (Obniżenie Ścinawki). Tu przekracza granicę państwową między Golińskiem i Starostinem. Ponownie wpływa na terytorium Polski między Otovicami a Tłumaczowem i płynie przez Kotlinę Kłodzką. Do Nysy Kłodzkiej uchodzi poniżej wsi Ścinawica, na północ od Kłodzka.
Lewymi dopływami rzeki są Sokołowiec, Černý potok, Šonovský potok, Włodzica, Szczyp, Dzik, Bożkowski Potok, Czerwionek, a prawymi Božanowský potok, Piekło, Posna, Roszycki Spław.